# Championnat de Belgique de rugby à XV
Pour les articles homonymes, voir Championnat de Belgique.
Le Championnat de Belgique de rugby à XV regroupe les meilleurs clubs belges de rugby à XV. Il est organisé par la Fédération belge de rugby à XV. Depuis la saison 2013-2014, le championnat est sponsorisé par la brasserie luxembourgeoise Bofferding et porte le nom de « Bofferding Rugby League ».

## Histoire
Le 1er championnat de Belgique parrainé par le Racing Jet de Bruxelles (alors Schaerbeek Rugby Club) est organisé par la fédération en 1936-37. Il porte le nom de "Challenge Burlet" car il est dédié à Pierre Burlet (joueur de Schaerbeek mort dans un accident d'avion le 4 décembre 1936) et 7 équipes y participent. Le challenge est aussi représenté par une sculpture de rugbymen en bronze de Louis Van Cutsem réalisée grâce aux fonds réunis par souscription par la famille Burlet.
Classement du championnat de Belgique 1936-37: 
1.	Antwerp British Sports club (21 pts).
2.	Gallia (18 pts).
3.	Beerschot (17 pts).
4.	 Anderlecht (12 pts).
5.	Molenbeek (9 pts).
6.	White Star (5 pts).
7.	 Schaerbeek (2 pts).
À noter que les 2 éditions suivantes se dérouleront sous forme de tournois.
Depuis 45-46, il n'y avait plus de championnat de Belgique et les équipes étaient inscrites dans le championnat français du "Comité des Flandres" appelé alors le "Franco-belge" (qui correspond actuellement au championnat de France "Nord-Est") et, en 63-64, aucun club belge ne s'y inscrira privilégiant ainsi le championnat de Belgique qui compte alors 8 clubs. Les deux dernières éditions avaient pourtant été gagnées par le RSCA-Rugby (5e victoire!), en 62, et l'A. S. de l'Université libre de Bruxelles (seule victoire), en 63.
À noter encore qu'en 1967-68, le challenge "Burlet" qui sacrait le champion de Belgique devient la coupe de Belgique.

## Clubs participants
| Schaerbeek Dendermonde Soignies La Hulpe Ottignies Waterloo Boitsfort Frameries Berneau Liege |

| Équipes             | Ville               |
| ------------------- | ------------------- |
| ASUB Rugby Waterloo | Waterloo            |
| Boitsfort RC        | Watermael-Boitsfort |
| RC La Hulpe         | La Hulpe            |
| Dendermondse RC     | Termonde            |
| Kituro RC           | Schaerbeek          |
| RC Soignies         | Soignies            |
| Ottignies RC        | Ottignies           |
| RC Frameries        | Frameries           |
| Coq mosan           | Berneau             |
| RFCL rugby          | Liège               |

## Palmarès
- 1937 : Antwerp British Sport Club
- 1938 : Royal Beerschot AC
- 1939 : RSCAnderlecht-Rugby
- 1946 : RSCAnderlecht-Rugby (2)
- 1947 : RSCAnderlecht-Rugby (3)
- 1948 : RSCAnderlecht-Rugby (4)
- 1949 : RSCAnderlecht-Rugby (5)
- 1950 : RSCAnderlecht-Rugby (6)
- 1951 : RSCAnderlecht-Rugby (7)
- 1952 : RSCAnderlecht-Rugby (8)
- 1953 : RSCAnderlecht-Rugby (9)
- 1954 : RSCAnderlecht-Rugby (10)
- 1955 : RSCAnderlecht-Rugby (11)
- 1956 : RSCAnderlecht-Rugby (12)
- 1957 : Sporting Club de l'Administration de Bruxelles
- 1958 : RSCAnderlecht-Rugby (13)
- 1959 : RSCAnderlecht-Rugby (14)
- 1960 : Sporting Club de l'Administration de Bruxelles (2)
- 1961 : Sporting Club de l'Administration de Bruxelles (3)
- 1962 : Sporting Club de l'Administration de Bruxelles (4)
- 1963 : ASUB Waterloo
- 1964 : RSCAnderlecht-Rugby (15)
- 1965 : ASUB Waterloo (2)
- 1966 : RSCAnderlecht-Rugby (16)
- 1967 : Kituro Schaerbeek RC
- 1968 : ASUB Waterloo (3)
- 1969 : ASUB Waterloo (4)
- 1970 : RSCAnderlecht-Rugby (17)
- 1971 : RSCAnderlecht-Rugby (18)
- 1972 : RSCAnderlecht-Rugby (19)
- 1973 : BUC Saint-Josse RC
- 1974 : RSCAnderlecht-Rugby (20)
- 1975 : Coq Mosan
- 1976 : Coq Mosan (2)
- 1977 : Coq Mosan (3)
- 1978 : ASUB Waterloo (5)
- 1979 : ASUB Waterloo (6)
- 1980 : ASUB Waterloo (7)
- 1981 : Coq Mosan (4)
- 1982 : Coq Mosan (5)
- 1983 : Coq Mosan (6)
- 1984 : ASUB Waterloo (8)
- 1985 : Brussels British
- 1986 : ASUB Waterloo (9)
- 1987 : ASUB Waterloo (10)
- 1988 : ASUB Waterloo (11)
- 1989 : ASUB Waterloo (12)
- 1990 : Boitsfort RC
- 1991 : Boitsfort RC (2)
- 1992 : Boitsfort RC (3)
- 1993 : Boitsfort RC (4)
- 1994 : ASUB Waterloo (13)
- 1995 : Boitsfort RC (5)
- 1996 : Kituro Schaerbeek RC (2)
- 1997 : Boitsfort RC (6)
- 1998 : ASUB Waterloo (14)
- 1999 : Boitsfort RC (7)
- 2000 : RC Visé
- 2001 : Boitsfort RC (8)
- 2002 : Boitsfort RC (9)
- 2003 : Boitsfort RC (10)
- 2004 : Boitsfort RC (11)
- 2005 : Boitsfort RC (12)
- 2006 : Boitsfort RC (13)
- 2007 : Boitsfort RC (14)
- 2008 : Boitsfort RC (15)
- 2009 : Kituro Schaerbeek RC (3)
- 2010 : Boitsfort RC (16)
- 2011 : Kituro Schaerbeek RC (4)
- 2012 : Dendermondse RC
- 2013 : ASUB Waterloo (15)
- 2014 : ASUB Waterloo (16)
- 2015 : Kituro Schaerbeek RC (5)
- 2016 : Dendermondse RC (2)
- 2017 : Dendermondse RC (3)
- 2018 : Dendermondse RC (4)
- 2019 : RC La Hulpe
- 2020 : Annulé (à cause de la pandémie de COVID19)
- 2021 : Annulé (à cause de la pandémie de COVID19)
- 2022 : RC La Hulpe (2)
- 2023 : Dendermondse RC (5)
- 2024 : Dendermondse RC (6)
- 2025 : Dendermondse RC (7)

## Bilan
| Club                 | Titre(s) | Premier(s) - Dernier(s) |
| -------------------- | -------- | ----------------------- |
| RSC Anderlecht       | 20       | 1939-1974               |
| Boitsfort RC         | 16       | 1990-2010               |
| ASUB Waterloo        | 16       | 1963-2014               |
| Dendermondse RC      | 7        | 2012-2025               |
| Coq Mosan            | 6        | 1975-1983               |
| Kituro Rugby Club    | 5        | 1967-2015               |
| Racing Jet Bruxelles | 4        | 1957-1962               |
| RC La Hulpe          | 2        | 2019-2022               |
| BUC Rugby Club       | 1        | 1973                    |
| Brussels Barbarians  | 1        | 1985                    |
| RC Visé              | 1        | 2000                    |
| British SC Antwerp   | 1        | 1937                    |
| R. Beerschot AC      | 1        | 1938                    |